# 10-й полк линейной пехоты
10-й Линейный пехотный полк-польский пехотный полк периода Ноябрьского восстания.

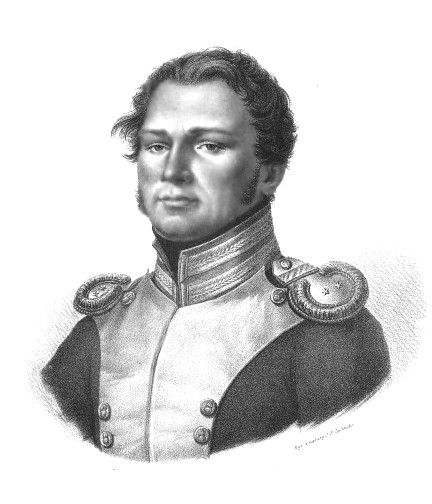
Петр Высоцкий

## Формирование и организационные изменения
После отречения Наполеона Царь Александр дал согласие на отправку польских войск в страну. Они должны были стать базой для формирования польской армии под командованием великого князя Константина. 13 июня 1814 года полку было назначено место сосредоточения в Познани. Но полк не был воссоздан, ибо штатный состав армии Царства Польского предусматривал только 12 пехотных полков. Новые пехотные полки были сформированы только после начала Ноябрьского восстания. Приказ диктатора генерала Юзефа крестьянского от 10 января 1831 года возлагал обязанность их организации на провинциальные власти. 10-й пехотный полк был сформирован в краковском воеводстве первоначально под названием: 2-й полк Краковского воеводства.
По штату полк должен был насчитывать 2695 человек, набранных из подвижной гвардии Краковского воеводства. Согласно докладу полка левого берега Вислы, подвижная гвардия в этом воеводстве насчитывала 6033 новобранца. В конце января полк насчитывал 1483 солдата. В списках Комиссии Военного Правительства «Состояние присутствующих в бой» появляется 31 марта 1831 года в количестве 1557 солдат (2 батальона) в составе корпуса Серавский, затем Джеконского в сандомирское. 6 июля был включен в состав III пехотной дивизии генерала Малаховского (позже Богуславского), насчитывавшей 1071 человек во 2 батальонах. 22 августа он насчитывал 1217 человек, 8 октября, до пересечения прусской границы, он насчитывал 650 человек.
Он также действовал в корпусе Казимира Деконского.

## Командиры полка
Полком командовали
майор Спитек Джордан (умер от ран, полученных 17 апреля),
майор Петр Высоцкий (с 25 мая; 6 сентября 1831 ранен, попал в русский плен),
подполковник Станислав Яблонский (с 21 сентября).

## Бои полка
Полк участвовал в боях во время ноябрьского восстания.
Сражения и стычки:
Солец (13 апреля)
Воронов (17 апреля)
Казимеж Дольны (18 апреля)
Серок (17 июня)
Варшава (6 и 7 сентября).
В 1831 году, во время войны с Россией, солдаты полка получили 12 злотых и 16 серебряных крестов ордена Виртути Милитари .

## Вооружения
Основное вооружение пехотинцев составляли Дрозды и пики, а также каменные винтовки. Из складов правительственной комиссии по войне полк получил изначально только 200 единиц винтовок. Вероятно, это были французские винтовки wz. 1777 (Калибр 17,5 мм), возможно, русские с тульских заводов В. 1811 (Калибр 17,78 мм), со штыками. В дальнейшем вооружение улучшалось за счет трофейного оружия и поставок винтовок собственного производства. Экипировка солдат, вооруженных винтовками, дополнялась зарядом на 40 патронов (иногда заменялась холщовой сумкой) и ножнами для штык.

## Обмундирования
Обмундирование изначально было неоднородным и должно было состоять, согласно указанному приказу, из:
волошки или Сукманы, предпочтительно суконные, выстланные холстом, в цвете, соответствующем власянскому костюму в данном воеводстве, с воротником цвета воеводства;
кафтан или дубленка с рукавами, закрывающими низ живота;
брюки суконные, полотно подшитые, серые или цвета волошки;
чижем (пинетки) или короткие сапоги (с короткими голенищами);
фуражки с заушниками, с лампасом (оболочкой) цвета воеводства;
два халштухов (платков) черных;
три рубашки;
пары перчаток без пальцев;
две пары трусов (кальсонов).
В начальный период одежда 2-го пехотного полка Краковского воеводства, вероятно, была близка к одежде солдат 1-го пехотного полка Краковского воеводства (9-го линейного пехотного полка). В более поздний период, после выхода на должность Правительственной Комиссии Войны, обмундирование было единым и состояло из морской волошки с шкив вылозками рукавов, погонами и воротником, брюк гранатовых с пояс чтобы язычок был и мягкие, низкие, шкив рогатка, обшитые агнцем. Ремни белые, ботинки черные.
Ременные изгибы, ременные изгибы.